# Bailía de Cantavieja
La Bailía de Cantavieja fue una jurisdicción territorial inicialmente templaria y después hospitalaria con sede en Cantavieja que incluía además las localidades de Mirambel, Tronchón, Villarluengo, La Iglesuela, La Cañada de Benatanduz y La Cuba. Era parte de las Tres Bailías junto con la Bailía de Castellote y la Bailía de Aliaga, y pertenecieron a la Orden del Hospital hasta principios del siglo XIX, cuando se produjo la desamortización de Mendizábal y la Primera Guerra Carlista, cambiando el sistema político. 
La localidad de Cantavieja se convirtió en propiedad de los hospitalarios el 10 de junio de 1317. La encomienda de Cantavieja fue hecha bailía oficialmente en el año 1473.
Los templarios de la Bailía de Cantavieja solían escribir sus documentos en latín medieval con elementos visibles en aragonés. En tiempos de los hospitalarios se usaba más el aragonés por escrito, y se ha conservado un manuscrito con los Contos del Ayuntamiento de Mirambel en aragonés, (aunque con las anotaciones de dos bolseros en catalán).